# Richard Drury
Richard Frederick Drury (* 3. září 1967 Scarborough, North Yorkshire, Anglie) je britský výtvarný kritik a historik umění, kurátor moderního a současného umění, galerijní pracovník, překladatel, redaktor a vysokoškolský pedagog.

## Život
Richard Drury pochází z rodiny anglického otce Rodneyho Druryho (právníka, keramika a sběratele umění) a irské matky Sally Drury, (armádní důstojnice a učitelky). Jeho děda z matčiny strany Frederick Gill byl v letech 1946–1948 prezidentem Royal College of Surgeons in Ireland. V letech 1980–1986 Drury absolvoval soukromou internátní školu Christ’s Hospital, Horsham, West Sussex, kde složil maturitní zkoušku z ruštiny, francouzštiny a dějin umění. Vystudoval rusistiku a bohemistiku na Corpus Christi College, Cambridge University u profesora Karla Brušáka a složil zkoušky z české literatury, ruského jazyka a interdisciplinárního uměleckohistorického a literárního oboru evropské avantgardní kultury 1914–1939 (1990 BA, 1993 MA).
Po přestěhování do Prahy se zprvu živil jako učitel angličtiny v jazykové škole a v letech 1991–1992 pracoval v redakci časopisu Ateliér jako asistent a překladatel. K jeho studentům angličtiny patřili pracovníci Českého muzea výtvarných umění v Praze, kde roku 1992 dostal nabídku pracovat jako asistent kurátora. Od roku 1995 byl kurátorem sbírky grafiky a kresby, od r. 2000 kurátorem sbírky plastiky, v letech 2008–2009 zastával funkci odborného náměstka ředitele Českého muzea výtvarných umění v Praze. Po změně vedení svou činnost v ČMVU ukončil.
V letech 2010–2012 byl zástupcem ředitele pro uměleckou, výzkumnou a vývojovou činnost v Ústavu umění a designu Západočeské univerzity v Plzni. V letech 2011–2013 zde přednášel dějiny umění dvacátého století. Po změně vedení Galerie středočeského kraje v Kutné Hoře byl téhož roku jmenován vedoucím jejího uměleckého oddělení. Je autorem koncepce stálé expozice GASKu Stavy mysli / Za obrazem (2014, 2018)
Od roku 1999 působil v porotách pro udělování uměleckých cen Jindřicha Chalupeckého (1999–2000), Grafika roku (předseda poroty 2002, 2005), Ceny Vladimíra Boudníka (předseda poroty 2002, 2003), Mezinárodního trienále grafiky Praha (2004, 2007), jako člen odborné jury Zlínského salonu (2002, 2006, 2008, 2009) a jako člen nákupních komisí GVU v Ostravě, GMU v Roudnici nad Labem a GFJ v Kutné Hoře. Od roku 2008 do roku 2017 byl předsedou Výtvarného odboru Umělecké besedy.

## Dílo
Od svého příchodu do České republiky Richard Drury přeložil do angličtiny stovky odborných statí, textů k výstavám i k uměleckým sbírkám. Působí jako výtvarný kritik a publikuje v časopisech Ateliér, Grapheion, Prostor Zlín, Revue Art.
Jako kurátor představil v zahraničí díla Jiřího Koláře, Vladimíra Boudníka, Jiřího Anderle, Josefa Čapka nebo okruh výtvarníků Volného seskupení 12/15 Pozdě, ale přece, v České republice umělce z Finska, Spojeného království, Polska, Rakouska, Německa nebo Ukrajiny. Ve funkci předsedy Výtvarného odboru Umělecké besedy připravil desítky individuálních výstav členů tohoto spolku i společné členské výstavy Umělecké besedy (2007, 2009, 2013, 2014, 2016).
Byl autorem výstavních projektů „Krajina duše. České výtvarné umění přelomu 19. a 20. století ze sbírky ČMVU“ (Pardubice, Kutná Hora, Košice), „6 + 1“ (Saratoga Springs, Londýn), "Postindustriální krajina / The Post-industrial Landscape“ (Praha). „Psi jsou bez vyznání – Umělci ze Severního Irska / Dogs Have No Religion – Artists from Northern Ireland“ (Praha, Tralee) a retrospektivních výstav Květy a Jitky Válových a Pavla Brázdy. Kurátorsky se podílel na výstavě „Soustředěný pohled – Grafika 60. let ze sbírek členských galerií Rady galerií České republiky / Focused View – 1960s Prints from the Collections of Czech Galleries Association Members“ (Liberec, Jihlava).
Richard Drury vytvořil novou koncepci stálé expozice Galerie Středočeského kraje v Kutné Hoře (GASK) s názvem „Stavy mysli / Za obrazem“ (2014). Ta za neotřelý přístup získala v roce 2015 prestižní ocenění v národní soutěži Gloria musaealis jako Muzejní výstava roku. Nová expozice Stavy mysli / Za obrazem – obměny a intervence (2018-2020), ke které vyšel katalog, je obměněna a aktualizována intervencemi současného umění.